# Podkrinj
Podkrinj (nemško Unterkrain) je naselje v Občini Galicija v Okraju Velikovec na Koroškem v Avstriji.